# دمیترو پوروزنیوک
دمیترو پوروزنیوک (اوکراینی: Дмитро Ігорович Поворознюк؛ زادهٔ ۱۴ سپتامبر ۱۹۸۷) بازیکن فوتبال اهل اوکراین است.